# Ostrov
Ostrov (niem. Schlackenwerth) − miasto w zachodnich Czechach, w kraju karlowarskim, u podnóża Rudaw. Według danych z 31 grudnia 2007 powierzchnia miasta wynosiła 5 042 ha, a liczba jego mieszkańców 17 250 osób. Miasto jest znane również pod nazwą Ostrov nad Ohří (Ostrov nad Ochrzą) – tak nazywa się stacja kolejowa. Do roku 2004 w tutejszych zakładach Škoda Transportation produkowano trolejbusy. Centrum miasta ma status miejskiej strefy zabytkowej (Městská památková zóna).

## Historia

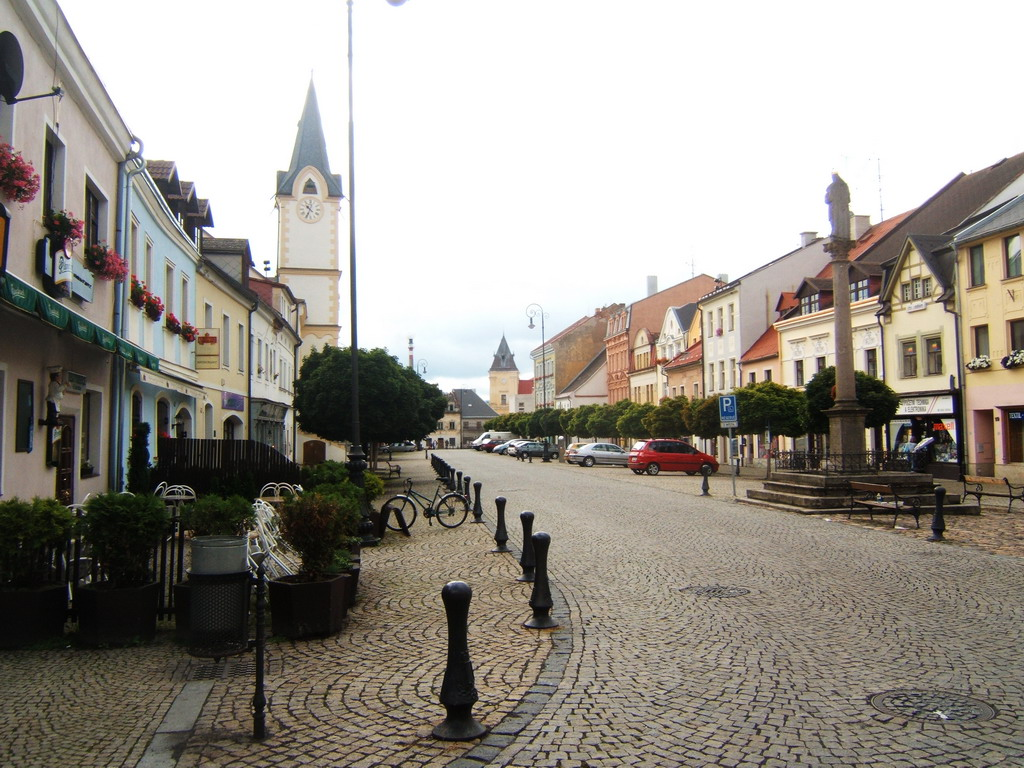
Stary Rynek (Staré náměstí) w Ostrowie

Najstarszą zachowaną budowlą jest kaplica cmentarna św. Jakuba Większego, późnoromańska budowla z lat 1224-26, która jest dowodem istnienia osady w XIII wieku. Za założyciela uważa się Slávka z rodu Hrabišiców, co potwierdzają historyczne nazwy miasta: Zlaukowerde, później Schlackenwerth (Wyspa Slávka). Nazwa Ostrov (wyspa) pochodzi od położenia między Bystřicą a Veseřicą. Prawa miejskie nadał w 1331 roku Jan Luksemburski. W tym czasie w mieście stał już drugi kościół, poświęcony św. Michałowi, który znajdował się po drugiej stronie Bystřicy, gdzie stopniowo powstawało średniowieczne miasto. Dzisiejszy wygląd kościół otrzymał po roku 1600. Wygląd miasta zmieniał się wielokrotnie w związku z licznymi pożarami i odbudowami. Pozostałością średniowiecznej zabudowy są piwnice.
W XV wieku miasto należało do rodu Šlików. Ród ten wzbogacił się dzięki kopalniom srebra w pobliskim Jachymowie. W Ostrowie wybudowano pałac Šlików (Šlikovský zámek), który został zniszczony w wyniku pożaru. Po Bitwie na Białej Górze majątek rodu skonfiskowano, a państwo ostrowskie trafiło we władanie Juliusza Henryka, księcia Saksonii-Lauenburga. Chcąc uczynić z Ostrowa swoją rezydencję, książę kazał przebudować pałac Šlików i założył park pałacowy. W tym czasie założone zostało również gimnazjum i klasztor pijarów. Syn księcia, Juliusz Franciszek, kontynuował rozbudowę kompleksu. Wybudował letnią rezydencję (Letohrádek) i dokończył budowę parku zgodnie z wcześniejszymi założeniami. Letnia rezydencja jest wczesnobarokową budowlą z lat 1674-83, zaprojektowaną przez Abrahama Leuthnera. Obecnie jest siedzibą filli muzeum sztuki w Karlowych Warach. Po ślubie ostatniej księżnej Saksonii-Lauenburga Franciszki Sybilli Augusty (1675 – 1733) z Ludwikiem Wilhelmem Badeńskim (margrabią badeńskim) w 1690 roku, państwo zostało przyłączone do jego ziem. Ród ten miał swą siedzibę w Rastatt. Właśnie dzięki tym powiązaniom Ostrowa z Rastattem (jak również dzięki podobieństwom architektury), to niemieckie miasto stało się w 1991 roku partnerskim miastem Ostrowa. Ten okres w historii Ostrowa zamyka budowa Pałacu Książąt (Palác princů) oraz Białej Bramy (Bílá brána).
W XIX wieku Ostrov należał do jednej z gałęzi rodu Habsburgów. W tym czasie miasto uzyskało dzisiejszy kształt, zbudowano liczne kamienice mieszczańskie, a Stary Ratusz (Stará radnice), budowla pierwotnie renesansowa, został przebudowany w stylu neogotyckim. Rozwój miasta przyspieszyła budowa kolei. Wokół dworca, oddalonego o około 1 km od centrum, zaczęły powstawać zakłady przemysłowe – fabryka porcelany PULS i huta Eleonora, później też fabryka kartonu Theerag. W latach 1938–39, kiedy ludność miasta stanowili w większości Niemcy, ludność czeska została wysiedlona, a w pałacu urządzono obóz koncentracyjny. O tych wydarzeniach przypomina umieszczona na pałacu tablica pamiątkowa. W latach powojennych ponownie w mieście osiedlili się Czesi, zbudowano nowe osiedla dla pracowników kopalni uranu w Jáchymowie i później dla fabryki Škoda Ostrov.

## Zabytki

### Kościół św.Jakuba Większego(Kostel sv. Jakuba většího)
Kościół jest romańską budowlą z lat 1224-1226 z jedną nawą i prostokątnym prezbiterium. Dwuspadowy dach jest wyższy nad nawą, gdzie znajduje się sygnaturka, nad prezbiterium jest niższy. Główną fasadą, skierowaną zapewne w stronę dawnej osady, była fasada północna. Umieszczono w niej romański portal, stanowiący wejście do nawy. Archiwolta. wykonana z bloku kamienia, wspiera się na filarach i wzmocnieniach wykonanych z bloków piaskowca. Prezbiterium posiada wczesnogotyckie sklepienie krzyżowe, nawa natomiast ma strop płaski. W prezbiterium odkryto wczesnogotyckie malowidła, a w nawie malowidła renesansowe i wczesnobarokowe. Pierwotnie parafialny, a obecnie cmentarny, kościół św. Jakuba Większego zaliczany jest do północno-zachodniej grupy czeskich kościołów późnoromańskich.

### Pałac (Zámek)
Rozległy kompleks, zbudowany na bazie starszej budowli nieznanego pochodzenia, został przebudowany (prawdopodobnie przez Kašpara Šlika) na przełomie XV i XVI wieku na pałac renesansowy – rodową rezydencję ostrowskiej linii Šlików. W latach 30. i 40. XVII wieku pałac został rozbudowany przez Juliusza Henryka, księcia Saksonii-Lauenburga. W latach 1685–1690 kolejny książę Saksonii-Lauenburga wybudował przed pałacem Šlików nowy pałac (tzw. Lauenburský). W budowie pałacu mieli udział m.in. Abrahám Leuthner, Kryštof Dientzenhofer i Giulio Broggio. Po pożarze, który miał miejsce w 1691 roku, przebudowano pałac Šlików, zmieniając go w pałacowe skrzydło. Obecny kształt kompleksu jest wynikiem przebudów dokonywanych przez władców Toskanii w XIX i XX wieku. Znak cesarskiego orła w kartuszu, umieszczony nad głównym wejściem, pochodzi z czasów, gdy właścicielami kompleksu byli władcy Toskanii. Portal natomiast pochodzi z 1690 roku i jest dziełem ostrowskiego rzeźbiarza Martina Möckela.

### Pałac Książąt (Palác princů)
Został wybudowany w latach 1693-1696 przez dworskiego budowniczego Johanna Sockha w miejscu, gdzie wcześniej znajdował się folwark, zwany Bílý dvůr. Forma trzyskrzydłowego pałacu z trzema kwadratowymi wieżami, wyższymi o piętro, umieszczonymi w narożnikach, odpowiada założeniom barokowego pałacu reprezentacyjnego. Wewnątrz południowego skrzydła, które ma reprezentacyjną fasadę ze schodami, znajdował się skomplikowany technicznie i artystycznie zbiornik wodny. Po pożarze w 1795 roku zlikwidowano zachodnie skrzydło Pałacu Książąt, łączące dotychczas Pałac Książąt z pałacem (zámkiem). W ten sposób dziedziniec połączył się z pałacowym parkiem. Podobnie, jak pałac, również budynek Pałacu Książąt jest wykorzystywany przez Średnią Szkołę Przemysłowo-Maszynową (Střední průmyslová škola strojní).

### Park (Zámecký park)

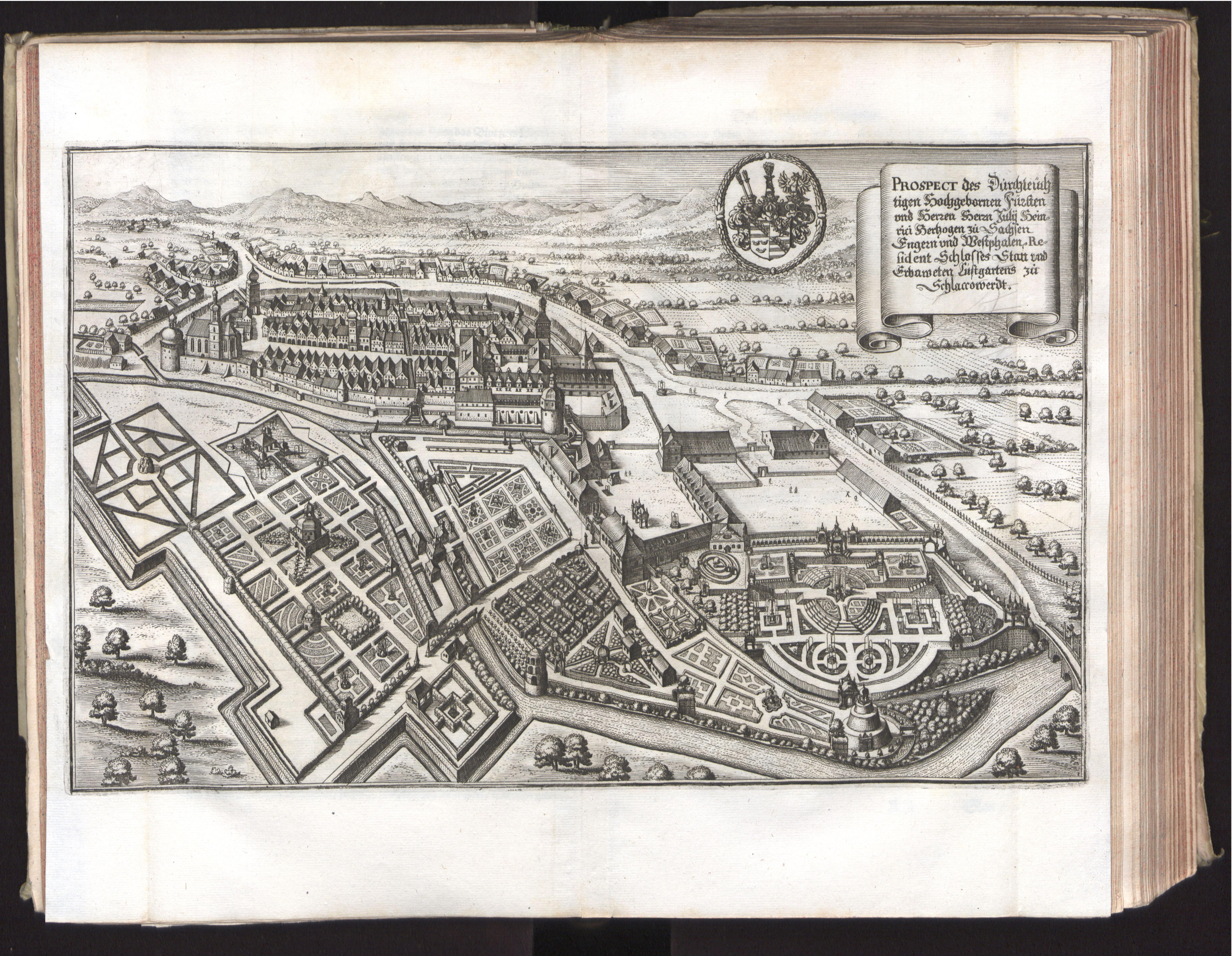
Rycina Ostrowa z Topographia Bohemiae, Moraviae et Silesiae (1650) Matthäusa Meriana

Po 1625 roku ówczesny właściciel ostrowskiego majątku, Juliusz Henryk, książę Saksonii-Lauenburga, założył ogrody pałacowe. Na ich kształt wpłynęły renesansowe, manierystyczne i wczesnobarokowe rozwiązania stosowane we włoskich ogrodach. Ważnym elementem była obecność wody, w postaci wodotrysków oraz zbiorników wodnych z bogatą dekoracją rzeźbiarską. W latach 1665–1689, gdy właścicielem dóbr był Juliusz Franciszek, książę Saksonii-Lauenburga, kontynuowano prace nad ogrodami, jednak w zgodzie z założeniami barokowego ogrodu reprezentacyjnego. Trzeci etap rozbudowy miał miejsce w latach 1690-1715, kiedy to właścicielami Ostrowa byli Ludwik Wilhelm Badeński (margrabia badeński) i jego żona Franciszka Sybilla Augusta (księżna Saksonii-Lauenburga). Po tej przebudowie ogród stał się jednym z pierwszych przykładów realizacji zasad Le Nôtre'a na ziemiach czeskich. Czwarty etap, przebiegający od końca XVIII wieku, to stopniowa przemiana ogrodu francuskiego w park krajobrazowy. Usunięto znaczną część obiektów architektonicznych, instalacje wodne opuszczono, a elementy dekoracyjne bądź to sprzedano, bądź uległy zniszczeniu. Współczesny wygląd parku jest zbliżony do tego z II połowy XIX wieku.

### Letnia rezydencja (Letohrádek)

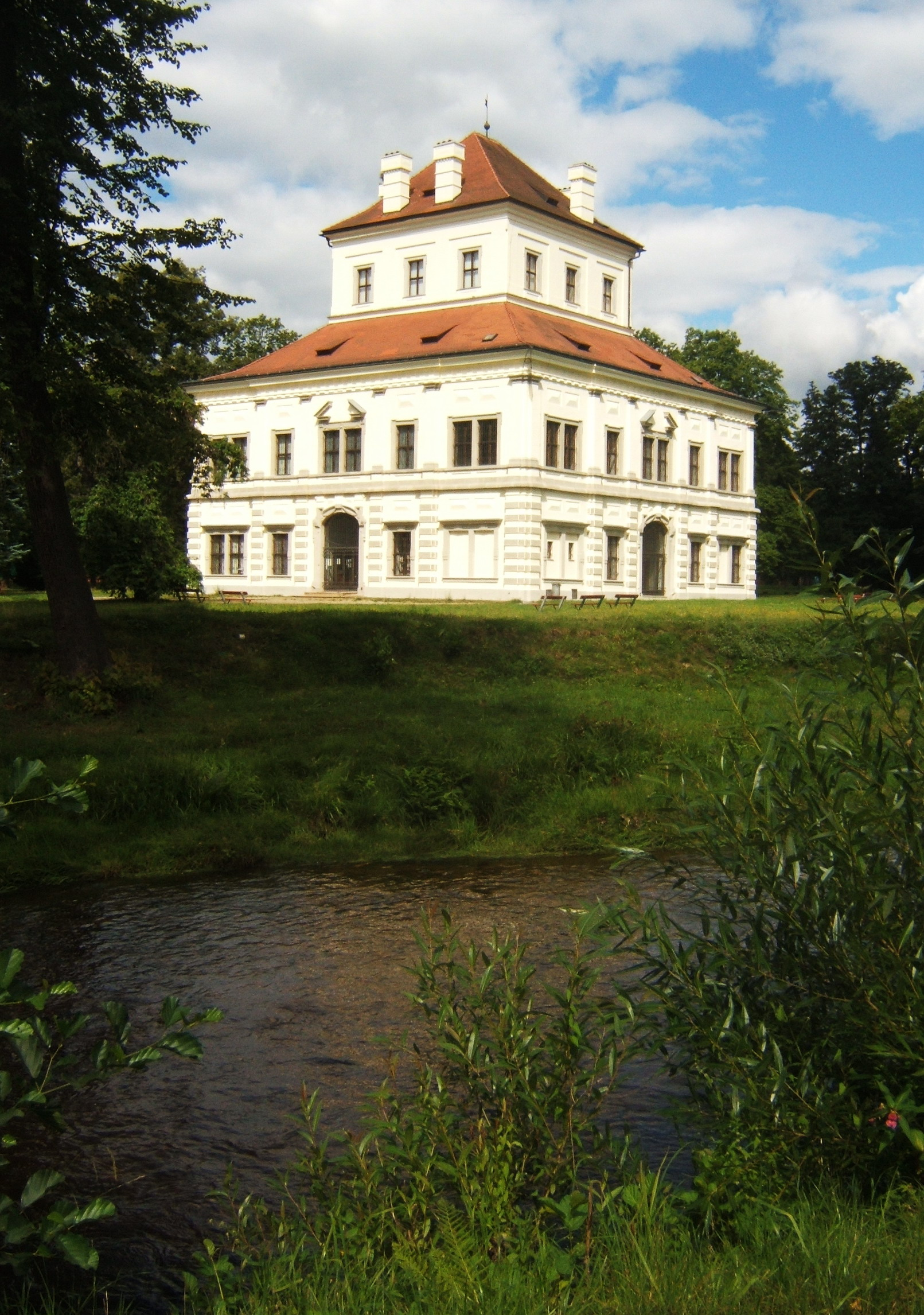
Letohrádek

W miejscu starszej, drewnianej rezydencji letniej Juliusza Henryka (księcia Saksonii-Lauenburga), w latach 1673–1679 Juliusz Franciszek (książę Saksonii-Lauenburga) wybudował nowy obiekt, według projektu Abraháma Leuthnera. Przebudowę wnętrz zakończono w 1683 roku. Samodzielna budowla ma podstawę kwadratu i posiada altanową nadbudówkę (która stanowi drugie piętro budynku). Każda z czterech ścian posiada portal wejściowy. Okna są oddzielone pilastrami, na parterze boniowanymi, a na piętrze gładkimi, zwieńczonymi głowicami toskańskimi. Pod gzymsem przebiega fryz z tryglifami. W przestrzeni nad oknami umieszczono prostokąty z motywem diamentu. W środku obiektu znajduje się sala, sięgająca piętra z malowidłami iluzjonistycznymi i alegorycznymi postaciami. Na parterze sala ma kształt ośmioboku z wnękami w kształcie grot z sadzawkami. Na piętrze znajdują się balkony z balustradami, prowadzące do poszczególnych pomieszczeń. Wnętrze przebudował w 1692 roku Domenico Egidio Rossi. Pomieszczenia mają sklepienie nieckowe i stiukową dekorację. Rezydencja jest własnością Państwa, mieści się w niej Galeria Sztuki (Galerie umění).

### Kościół św. Michała (Kostel sv. Michaela)

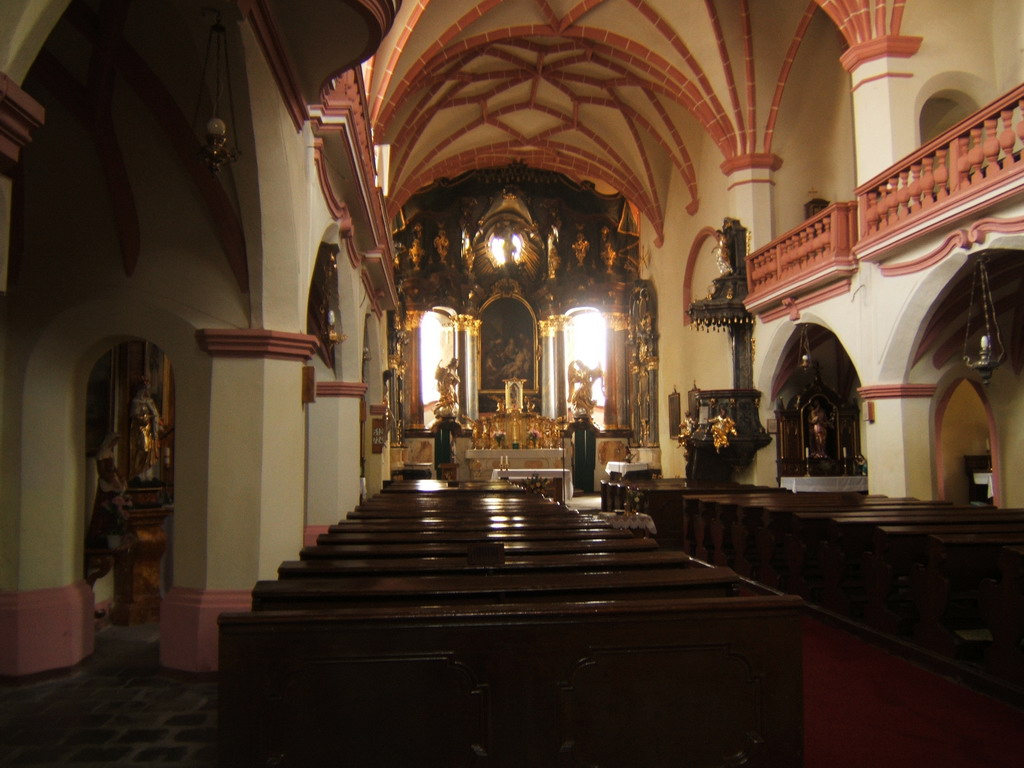
Wnętrze kościoła św. Michała

Kościół parafialny św. Mikołaja, później poświęcony św. Michałowi, pochodzi z II poł. XIII wieku. Z tego okresu zachował się tympanon w portalu ze ślepymi łukami i krzyżowe sklepienie dzisiejszej zakrystii. Po pożarze był przebudowany w latach 1567-1572. Do bocznej nawy przylega czworoboczna wieża (jej górna część jest ośmioboczna). Trójnawowe wnętrze przykryte jest sklepieniem sieciowym, prezbiterium – sklepieniem gwiaździstym, w kaplicy chrzcielnej jest natomiast sklepienie kryształowe. Kolejne przebudowy kościoła miały miejsce w latach 1607-1609 i 1636. W kościele zachowały się renesansowe płyty nagrobne, z których najcenniejsze jest šlikowskie epitafium z 1521 roku. Wyposażenie jest barokowe, pochodzi z lat 1751-1756. W latach 1989–1991 kościół poddano gruntownej renowacji.

### Klasztor
Klasztor pijarów powstał z inicjatywy Anny Magdaleny, wdowy po Juliuszu Henryku, księciu Saksonii-Lauenburga (6 maja 1666). Budową kierował w latach 1666-1671 praski budowniczy bawarskiego pochodzenia Martin Reiner. W latach 1672–1674 prowadzono prace wykończeniowe. Centrum założenia klasztornego stanowi kościół Zwiastowania Marii Panny, jednonawowa budowla z prosto zakończonym prezbiterium. Nawa posiada sklepienie kolebkowe, przerywane trzema parami trójkątnych wcięć, rozpoczynających się przy masywnych pilastrach. Jednonawowe prezbiterium jest podobnie sklepione i również posiada parę trójkątnych wcięć. Między pilastrami umieszczono wąskie boczne empory. Zadaszony korytarz bezpośrednio łączył nawę kościoła z kaplicą pogrzebową. Obok zakrystii wybudowano wielokątną dzwonnicę z cebulastym dachem i latarnią. Od północy do kościoła przylegają trzy skrzydła jednopiętrowego klasztoru z korytarzem o sklepieniu krzyżowym, otaczające dziedziniec. Dekoracja fasady jest ascetyczna: podzielono ją przy pomocy elementów pionowych oraz gzymsów. Z przerwami do 1897 roku w klasztorze funkcjonowało gimnazjum pijarów, natomiast od 1897 roku mieścił się tu żeński pensjonat Sióstr Bożej Miłości. Od lat 50. XX wieku klasztor był wykorzystywany przez wojsko. Obecny stan jest wynikiem niedawnej kosztownej rekonstrukcji.

### Kaplica Panny Marii zEinsiedeln(Kaple Panny Marie Einsiedelnské)
Została wybudowana prawdopodobnie przez J. M. Sockha jako kopia kaplicy pielgrzymkowej w szwajcarskiej miejscowości Einsiedeln. Podobną kaplicę wybudował J. M. L. Rohrer w 1715 roku w Rastatt, dokąd przeprowadzili się z Ostrowa margrabiowie badeńscy. Prostokątna kaplica, z prosto zakończonym prezbiterium, posiada bogato zdobioną fasadę wejściową, skierowaną w stronę miasta. Fasada jest podzielona dwoma kolumnami z głowicami w porządku kompozytowym oraz bocznymi pilastrami (również z kompozytowymi głowicami). Wejście jest obramowane kanelowanymi pilastrami, podtrzymującymi przerwany fronton z herbami właścicieli: z lewej margrabiów badeńskich, z prawej – książąt Saksonii-Lauenburga. Budowla zwieńczona jest wysokim szczytem z motywem Zaśnięcia Marii Panny. Na szczycie fasady umieszczono płaskorzeźbę Marii Panny, po bokach natomiast dwie figury świętych.

### Dom Kultury (Dům kultury)
Dom kultury stanowi dominantę placu Pokoju (Mírové náměstí) i nowej części miasta. Wybudowano go w latach 1954−1955 według projektu Jaroslawa Krauza i Josefa Sedláčka. Dwupiętrowa budowla na planie prostokąta została podzielona ryzalitami na środkową część wejściową i boczne "skrzydła" z narożnymi ryzalitami. Monumentalny charakter nadaje budowli portyk z loggią kolumnową. Fasady są podzielone rzędami pilastrów. Niski dach jest zasłonięty attyką, ryzality są zwieńczone szczytami ozdobionymi stiukiem. Środkowy szczyt zdobi dekoracja rzeźbiarska, natomiast boczne przedstawiają artystycznie przetworzone herby miasta i wstęgi z napisami. Na parterze znajduje się sala teatralna, która służy również jako stałe kino. Z hali wejściowej wiodą też dwie klatki schodowe na pierwsze piętro, gdzie znajduje się foyer z loggią, a po obu stronach znajduje się duża i mała sala. Na piętrze, nad wejściami do sal, umieszczono namalowane na szkle motywy związane z pracą jachymowskich górników. Ich autorami są Václav Lokvenc i Jarmila Kalašova. Dom Kultury jest przykładem klasycyzującej tendencji w architekturze lat 50. XX wieku.

### Plac Pokoju (Mírové náměstí)

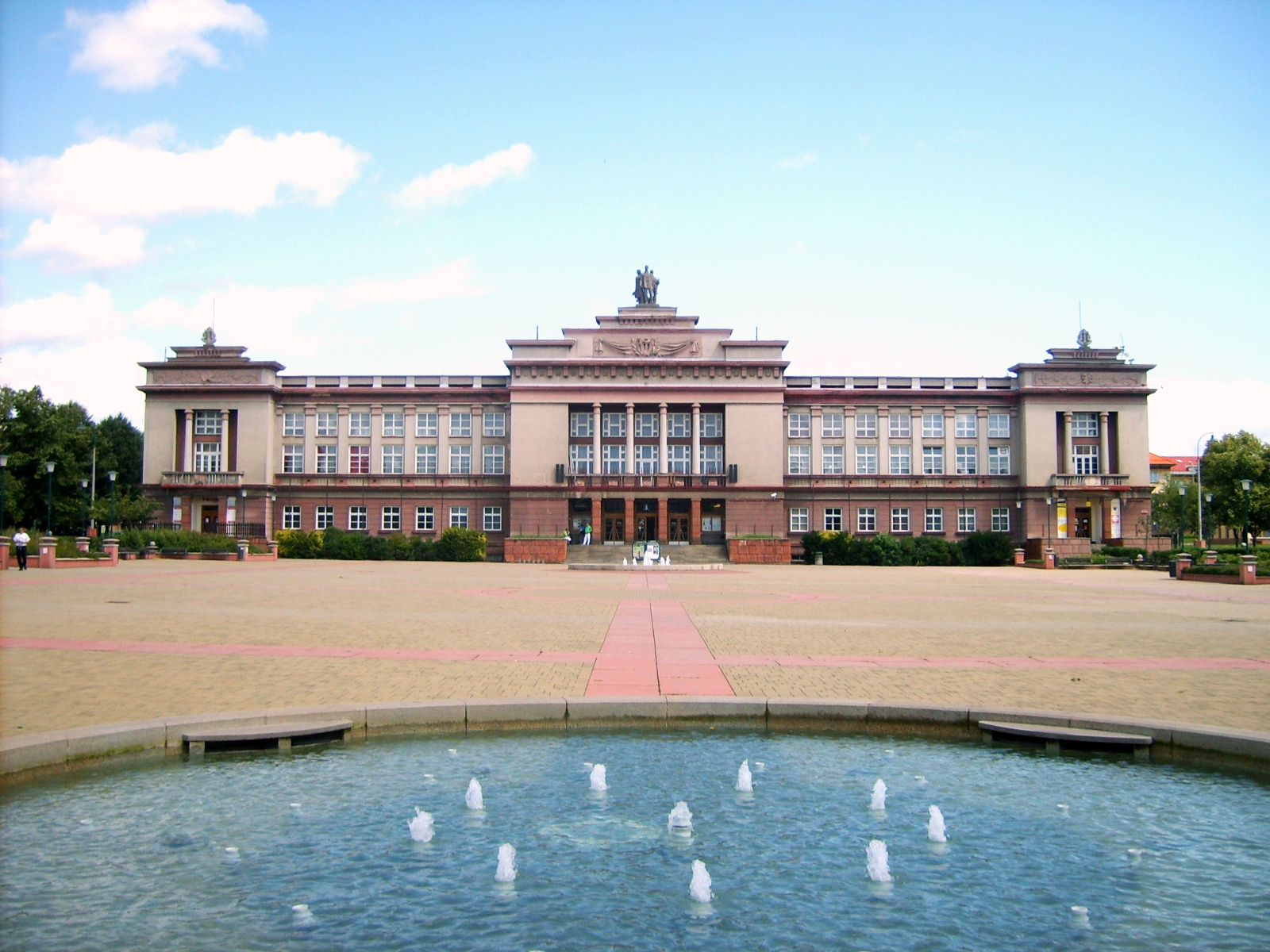
Plac Pokoju: Dům kultury i wschodnia fontanna

Mírové náměstí (plac Pokoju) jest największym placem w Ostrowie. W północnej części placy znajduje się Dům kultury, wybudowany w 1955 roku w stylu socrealizmu, według projektu architekta Jaroslava Krauze i inżyniera architekta Josefa Sedláčka. Znajdują się w nim dwa kina, sala teatralna i Centrum Informacji Miejskiej.
W zachodniej i wschodniej części placu znajdują się fontanny. W 2004 roku plac przeszedł gruntowny remont, a od 2009 roku teren placu jest monitorowany.

## Przemysł
Po II wojnie światowej Ostrov wraz z Jachymowem stały się centrum przetwórczym uranu. Wydobycie uranu zakończono w 1960 roku. Ważne było również powstanie fabryki trolejbusów Škoda Ostrov. Z Ostrowa pochodzi znaczna część trolejbusów jeżdżących w czeskich i słowackich miastach (wiele trolejbusów było też eksportowanych do innych państw). Między Ostrowem a Jachymowem istniała testowa linia trolejbusowa, działająca na potrzeby fabryki (rozebrana w 2006 r.). Do innych ważniejszych firm w mieście można zaliczyć: Amphenol, N.G. Elektro i K & V ELEKTRO a.s.

## Komunikacja

### Komunikacja drogowa
Przez Ostrov przechodzi droga I/13 z Karlowych Warów do Liberca, zwana czasem magistralą rudawską (Podkrušnohorská magistrála), która na odcinku Karlowe Wary – Ostrov jest drogą dwujezdniową. W Ostrowie rozpoczyna się droga I/25, biegnąca w kierunku przejścia granicznego Boží Dar. W 2005 r. oddano do użytku obwodnicę, obiegającą miasto od zachodu.

#### Komunikacja miejska
Komunikację miejską w Ostrowie stanowią dwie linie, które właściwie są dwoma kierunkami jednej linii z licznymi wariantami trasy.

### Komunikacja kolejowa
Przez Ostrov przechodzi linia nr 140 Chomutov – Cheb, po której jeżdżą pociągi osobowe i ekspresowe. W Ostrowie zatrzymują się pociągi wszystkich kategorii. Stacja jest też istotna dla przewozów towarowych, m.in. uczestniczy w transporcie węgla z Sokolovskiej pánwi. Wcześniejsza lokalna linia do Jachymowa została zlikwidowana w 1957 roku, a jej pozostałością była bocznica do zakładów Škoda Ostrov, o długości ok. 3 km.

## Kultura
Na Mírowym náměstí w nowej części miasta znajduje się Dom Kultury (Dům kultury), budowla z lat 50. XX wieku, kopiująca radziecką architekturę (socrealizm). Wewnątrz znajdują się dwie sale kinowe i sala balowa. W obiekcie co roku odbywa się Dziecięcy Festiwal Filmowy Oty Hofmana (Dětský filmový festival Oty Hofmana).

## Dzielnice
- Arnoldov
- Dolní Žďár
- Hanušov
- Hluboký
- Horní Žďár
- Kfely
- Květnová
- Liticov
- Maroltov
- Mořičov
- Ostrov
- Vykmanov

## Miasta partnerskie
- Niemcy: Rastatt, Wunsiedel

## Demografia
| Rok             | 1970   | 1980   | 1991   | 2001   | 2003   |
| --------------- | ------ | ------ | ------ | ------ | ------ |
| Liczba ludności | 18 519 | 19 450 | 17 872 | 17 451 | 17 206 |

Źródło: Czeski Urząd Statystyczny